# Boehmeria hamiltoniana
Boehmeria hamiltoniana är en nässelväxtart som beskrevs av Hugh Algernon Weddell. Boehmeria hamiltoniana ingår i släktet Boehmeria och familjen nässelväxter. Inga underarter finns listade i Catalogue of Life.